# Parafia Zwiastowania Bogurodzicy w Hanowerze
Parafia Zwiastowania Bogurodzicy – prawosławna parafia w Hanowerze, należąca do eparchii berlińskiej i niemieckiej Rosyjskiego Kościoła Prawosławnego. 
Od momentu powstania nabożeństwa parafialne odbywają się w zaadaptowanym na cele liturgiczne budynku dawnego salonu sprzedaży samochodów, następnie rozbudowanym z powodu wzrostu liczby wiernych. 
Przy parafii swoją działalność prowadzi chór Błagowiest.